# Gabriel Brideau
Pour les articles homonymes, voir Brideau.
Gabriel Marie Brideau, dit Gabriel Brideau, né le 21 janvier 1844 à Mortagne-au-Perche (Orne) et mort en 1875 à Londres, est un graveur, journaliste, militant blanquiste et membre de la Commune de Paris.

## Biographie
Né en 1844, Gabriel Brideau est le fils d’un notaire et neveu du juge de paix de cette localité. Il se fait remarquer pour la première fois le 14 août 1870, parmi les audacieux indignés par un régime néfaste et une guerre folle et malheureuse, lorsque, accompagné de quelques amis héroïques, il se jeta sur la caserne des pompiers de la Villette dans l’espoir de commencer un mouvement qui s’étendrait. Il fut arrêté en même temps qu’Émile Eudes et traduit en conseil de guerre. Reconnu par plusieurs témoins, qui ne pouvaient cependant pas préciser le rôle qu’il a joué, il était, disaient-ils, dans la bande. Brideau ne nia pas avoir fait partie de la bande, ami d'Eudes, ayant joué le même rôle que lui. Il protesta contre le meurtre du sergent de ville, en disant qu’il avait voulu renverser le gouvernement pour chasser les Prussiens. Les témoins à décharge arrachent les larmes de ceux qui les entendent. Défendu par l’avocat républicain Louis Gatineau, ce dernier sut prolonger sa défense assez tard, après minuit, pour éloigner d’un jour l’exécution du jour prévu. Tous deux condamnés à mort le 29 aout, la chute de l’Empire, le 4 septembre 1870, leur sauva la vie et, le 5 lendemain, les manifestants le libérèrent de prison.
Député au Comité central des vingt arrondissements, il signe l’Affiche rouge placardée, le 6 janvier 1871, sur les murs de Paris assiégé par les Allemands depuis septembre 1870 exigeant la démission du gouvernement intérimaire et appelant à la formation de la Commune de Paris. À la mise en place de celle-ci, il devient commissaire de police et signe, le 14 avril 1871, l’ordre d’arrestation de Gustave Chaudey, adjoint au maire de Paris présent à l’hôtel de ville lors de la manifestation du 22 janvier 1871 contre la décision du Gouvernement de Défense nationale d’offrir aux Prussiens la capitulation de Paris, et qui avait ordonné à la troupe de tirer sur la foule.
Tombé par hasard, à la chute de la Commune, aux mains des Versaillais, lors de la Semaine sanglante, lorsqu’un mouchard amateur, du nom de Leleu, ayant entrevu son revolver sous son paletot, le suivit et le fit arrêter, avec Eudes, par les sergents de ville. Il réussit néanmoins à s’enfuir, tandis que la cour martiale le condamnait à mort par contumace, pour Londres, où il mourut en 1875.